# Liste der Mitglieder der Deutschen Akademie der Naturforscher Leopoldina/1775
Die Liste der Mitglieder der Deutschen Akademie der Naturforscher Leopoldina für 1775 enthält alle Personen, die im Jahr 1775 zum Mitglied ernannt wurden. Insgesamt gab es sieben neu gewählte Mitglieder.

## Mitglieder
| Nr. | Name                                                   | Beiname           | Geboren       | Aufnahme | Gestorben     | Sektion                                      | Bild                                      | Datenbank                                        |
| --- | ------------------------------------------------------ | ----------------- | ------------- | -------- | ------------- | -------------------------------------------- | ----------------------------------------- | ------------------------------------------------ |
| 803 | Aloysius Bertini                                       | Epicharmus III.   |               | 30. Jan. |               |                                              |                                           | Aloysius Bertini                                 |
| 804 | Franz Friedrich Siegmund August Böcklin von Böcklinsau | Deophanes         | 28. Sep. 1745 | 20. Feb. | 3. Jan. 1813  |                                              | Wappen der Familie Böcklin von Böcklinsau | Franz Friedrich Frhr. von Böcklin auf Böcklinsau |
| 805 | Jean-Baptiste Romé de L’Isle                           | Archelaus II.     | 26. Aug. 1736 | 30. Mrz. | 7. März 1790  | Mineralogie, Kristallographie und Petrologie | Statue von Jean-Baptiste Romé de L’Isle   | Jean Baptiste Louis Romé de l’Isle               |
| 806 | Balthazar Georges Sage                                 | Olympiodorus III. | 7. März 1740  | 30. Mrz. | 9. Sep. 1824  | Mineralogie, Kristallographie und Petrologie | Balthazar Georges Sage                    | Balthazar-Georges Sagé                           |
| 807 | Johann Baptista Michael Sagar                          | Euenor II.        | 1702          | 6. Okt.  | 1778          | Medizin                                      |                                           | Johann Baptista Michael Sagar                    |
| 808 | Johann Jacob Reichard                                  | Cajus Valgius     | 7. Aug. 1743  | 11. Nov. | 21. Jan. 1782 | Medizin                                      |                                           | Johann Jacob Reichard                            |
| 809 | Joseph Bartholomé Carrère                              | Numisianus II.    | 1740          | 30. Nov. | 1802          | Chirurgie                                    |                                           | Joseph Bartholomé Carrère                        |

## Hinweis zu den Lebensdaten
In der Liste sind zunächst die Lebensdaten gemäß Archiv der Leopoldina aufgenommen. Diese beziehen sich bei noch nicht erstellten Namensartikeln auf die Angaben gem. Neigebaur (1860), Ule (1889) und dem Abgleich mit Wikidata. Die Lebensdaten im später erstellten Namensartikel können daher noch von den Lebensdaten in der Liste abweichen.